# Kowalewo Wielkopolskie
Kowalewo Wielkopolskie – zlikwidowany przystanek kolejowy w Kowalewie, w gminie Szubin, w powiecie nakielskim, w województwie kujawsko-pomorskim, w Polsce. Położony na linii kolejowej Żnin – Szubin. Linia ta została otwarta w dniu 1 października 1895 roku. Zamknięta została w 1990 roku.